# يورغن ثورب
يورغن ثورب (مواليد 7 مايو 1950) هو مبارز بالسيف دنماركي، مثّل بلاده في الألعاب الأولمبية الصيفية 1972.

## روابط رياضية
يورغن ثورب على موقع أوليمبيديا (الإنجليزية)